# 3543 Ningbo
3543 Ningbo este un asteroid din centura principală, descoperit pe 11 noiembrie 1964.